# Gustav Stresemann

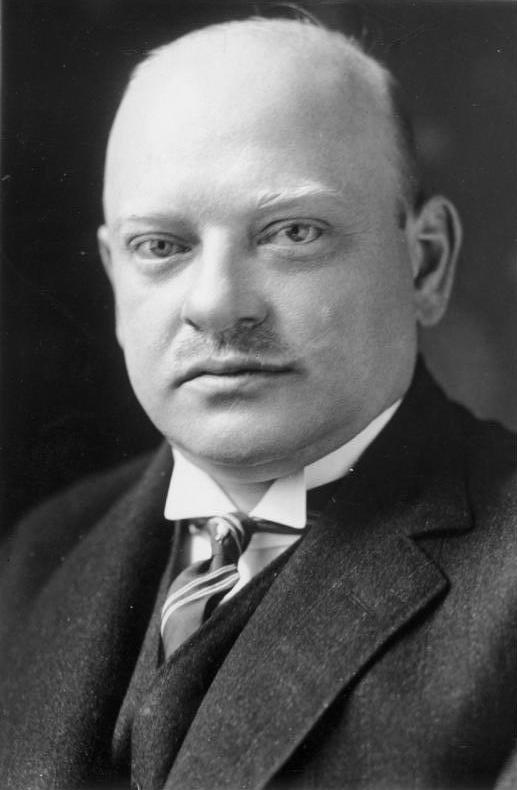
Gustav Stresemann (1925)

Gustav Ernst Stresemann (* 10. Mai 1878 in Berlin; † 3. Oktober 1929 ebenda) war ein deutscher Politiker und Staatsmann der Weimarer Republik, der 1923 Reichskanzler und danach bis zu seinem Tod Reichsminister des Auswärtigen war. Er trug zur Verbesserung der Beziehung mit Frankreich bei. 1926 erhielt er zusammen mit seinem französischen Amtskollegen Aristide Briand den Friedensnobelpreis.
Stresemann begann als industrieller Interessenvertreter, war ab 1917 Partei- und Fraktionsvorsitzender der Nationalliberalen Partei und nach der Novemberrevolution und der Gründung der DVP deren Parteivorsitzender. In seine kurze Zeit als Reichskanzler im Krisenjahr 1923 fallen das Ende des Ruhrkampfes, Umsturzversuche der extremen Rechten und Linken sowie die Stabilisierung der deutschen Währung. Als Außenminister in unterschiedlichen Kabinetten hat er insbesondere zur Normalisierung der Beziehungen zu Frankreich beigetragen. Stresemanns Ziel war, die außenpolitische Isolation Deutschlands zu beenden und eine friedliche Revision des Versailler Vertrages zu erreichen. Maßgeblich war seine Mitwirkung unter anderem 1924 beim Zustandekommen des Dawes-Plans und bei den Verträgen, die während der Locarno-Konferenz 1925 abgeschlossen wurden. Dies trug zur Aufnahme des Deutschen Reiches in den Völkerbund 1926 bei.

## Leben

### Frühe Jahre
Als einziges von acht Kindern des Berliner Bierhändlers und Gastwirts Ernst Stresemann und dessen Frau Mathilde Stresemann, geborene Juhre, konnte Gustav Stresemann das Gymnasium „Am Weißen Turm“ in Berlin-Friedrichshain besuchen. Dort interessierte er sich besonders für das Fach Geschichte und die Biografien von Persönlichkeiten wie Napoleon oder Goethe. Als Berufswunsch gab er in seinem Abiturlebenslauf Journalist oder Privatdozent an. Tatsächlich veröffentlichte er noch als Primaner in der freisinnigen Dresdner Volks-Zeitung eine Reihe von Beiträgen unter dem Titel „Berliner Briefe“ und einige weitere. Dabei verschwieg er gegenüber der Zeitung sein wahres Alter und gab sich als langjähriges Mitglied der Freisinnigen Volkspartei aus. Im damals noch linksliberalen Sinn kritisierte er verschiedene politische Zeiterscheinungen wie die Flottenrüstung, die er später selbst befürwortete.
Wegen gesundheitlicher Probleme war er vom Militärdienst befreit. Nach bestandenem Abitur 1897 studierte Stresemann von 1898 bis 1901 zunächst in Berlin und dann in Leipzig anfangs Literatur und Geschichte und wechselte dann in das Fach Nationalökonomie. Er wurde dabei vor allem durch den Staatswissenschaftler Karl Theodor Reinhold geprägt.
Stresemann war Mitglied der Reformburschenschaften Neogermania Berlin (1897), Suevia Leipzig (1898) und später Ehrenmitglied der Burschenschaften Normannia Heidelberg, Arminia Dresden, Rhenomarchia Münster, Alemannia Köln, Palatia Tübingen und Cheruscia Königsberg im Allgemeinen Deutschen Burschenbund (ADB). In seiner aktiven Zeit als Burschenschafter lehnte er sowohl den dort weit verbreiteten Antisemitismus als auch die Mensur ab, bekannte sich aber zu den liberalen Ideen von 1848. Trotzdem focht er zwei Mensuren und trug dabei Schmisse im Gesicht davon. Stresemann war Mitarbeiter der Allgemeinen Deutschen Universitäts-Zeitung. 1898 organisierte er wesentlich den Bundestag des ADB in Frankenhausen mit. Er wandte sich dabei strikt gegen Versuche insbesondere von Paul Lensch, eine Annäherung der Burschenschaften an die Sozialdemokraten zustande zu bringen. In der Folge übernahm er die redaktionelle Verantwortung für die Allgemeine Deutsche Universitäts-Zeitung.
1901 beendete er sein Studium bei Karl Bücher mit einer Promotion über das Thema „Die Entwicklung des Berliner Flaschenbiergeschäfts“. Stresemanns Vater war Besitzer einer kleinen Berliner Kneipe, einer „Budike“, und einer Flaschenbierabfüllanlage. Der elterliche Betrieb befand sich in der Berliner Luisenstadt im heutigen Bezirk Mitte an der Köpenicker Straße. Neben dem Studium einschlägiger Literatur untersuchte Stresemann empirisch durch eine Umfrage die Lage der Bierverleger.

### Verbandsvertreter
Von 1901 bis 1904 arbeitete Stresemann als Interessenvertreter und Rechtsberater in der Position eines Assistenten beim Verband deutscher Schokoladenfabrikanten in Dresden und bewies dort erhebliches Geschick. Die Schokoladenindustrie spielte in Dresden, wo er nun lebte, eine wichtige Rolle. Sie war als Luxusindustrie allerdings in hohem Maß konjunkturabhängig. In seinem neuen Beruf wurde er besonders mit den sozialpolitischen Forderungen der Arbeiter konfrontiert. Ihm gelang es, unter den unterschiedlich strukturierten Mitgliedsunternehmen einen Interessenausgleich herbeizuführen. Es kam auf seine Initiative hin zu einer Verständigung über einen Mindestpreis für die Produkte. Erst nach dem Ausscheiden Stresemanns endete diese Absprache und führte 1906 zu einem langen Preiskampf. Um die Abhängigkeit von Zulieferern zu begrenzen, schlug er mit Erfolg den Bau einer eigenen Zuckerfabrik außerhalb des Zuckerkartells vor. Bemerkenswert ist, dass Stresemann als einer der ersten Verbandsvertreter systematische Pressearbeit betrieb.

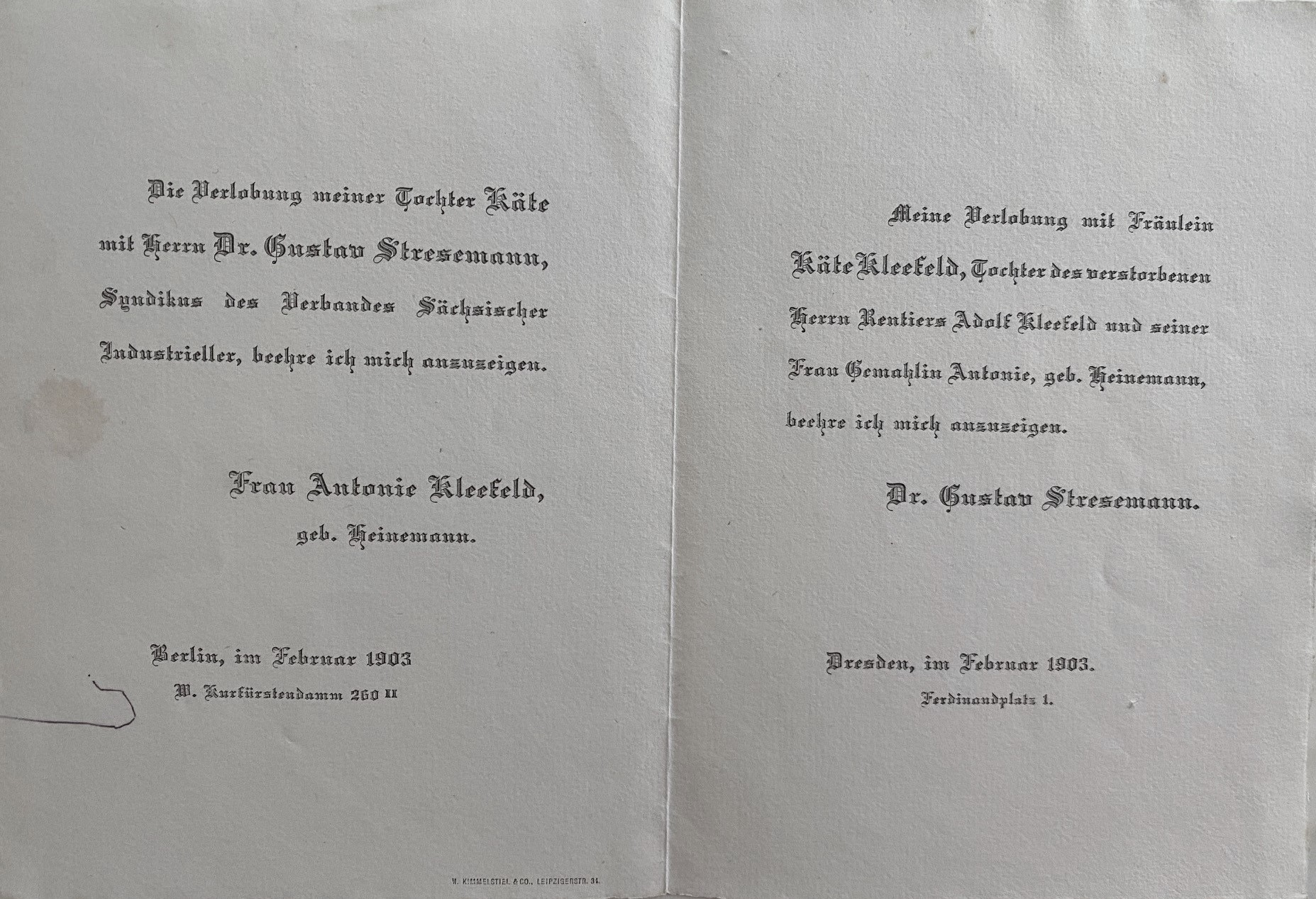
Verlobungsanzeige von Käte Kleefeld und Gustav Stresemann

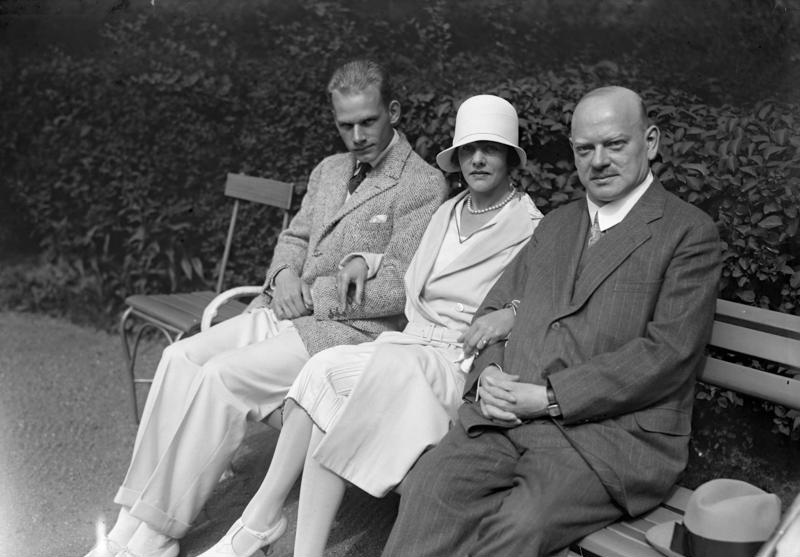
Stresemann kurz vor seinem Tod mit Ehefrau Käte und Sohn Wolfgang (September 1929)

Am 20. Oktober 1903 heirateten Stresemann und Käte Kleefeld (1883–1970) in der Kaiser-Wilhelm-Gedächtniskirche in Berlin. Das Ehepaar hatte zwei Söhne: Wolfgang (1904–1998) und Joachim Stresemann (1908–1999). Käte war die Schwester seines Bundesbruders Kurt Kleefeld aus der Leipziger Burschenschaft Suevia. Sie spielte eine große Rolle im gesellschaftlichen Leben Berlins in den 1920er-Jahren. Die jüdische Herkunft seiner evangelischen Frau brachte Stresemann in der Weimarer Republik wiederholt Anfeindungen ein.
Zu Beginn des 20. Jahrhunderts dominierte in der öffentlichen Wahrnehmung neben der Landwirtschaft mit dem Bund der Landwirte die Schwerindustrie mit dem Zentralverband der deutschen Industriellen. Die Fertigwaren- und Exportindustrie war dagegen weniger gut organisiert. Ihr Verband war der Bund der Industriellen (BdI). Dort gewann Stresemann bald Einfluss. 1902 wurde er Geschäftsführer des Bezirksvereins Dresden/Bautzen des BdI. Im selben Jahr wurde auf Stresemanns Anregung der Verband sächsischer Industrieller gegründet. In diesen trat er als Syndikus ein. Diese Position nahm er bis 1919 hauptberuflich wahr. Bei der Gründung umfasste der Verband lediglich 180 Unternehmen. Nur zehn Jahre später waren es 5000 Betriebe, die zusammen mehr als eine halbe Million Arbeiter und Angestellte beschäftigten. Stresemann war damit der Sprecher eines der bedeutendsten regional organisierten Wirtschaftsverbände in Deutschland.
Die Erfahrungen mit dem Textilarbeiterstreik 1903/1904 in Crimmitschau ließen Stresemann 1904 für eine Versöhnung der Wirtschaftspartner und die Gründung eines zentralen Arbeitgeberverbandes eintreten.

### Politische Anfänge
Stresemann begann seine politische Karriere zunächst in Friedrich Naumanns Nationalsozialem Verein, in dem er seit Juli 1901 als stellvertretender Vorsitzender des Dresdner Ortsvereins fungierte. Im Zuge der Auflösung des Vereins trat er 1903 der Nationalliberalen Partei bei, für die er 1906 in den Dresdner Stadtrat gewählt wurde. Anfangs trat er, etwa beim Parteitag 1906 in Goslar, als Kritiker der bisherigen Parteilinie auf. Er kritisierte, noch beeinflusst vom Gedankengut Naumanns, die regierungshörige Politik der Partei und sprach sich für eine Öffnung der Honoratiorenpartei in Richtung der Handwerker und Arbeiter aus.
1907 kandidierte er für den Wahlkreis Annaberg. Er profitierte bei der sogenannten Hottentottenwahl von der nationalistischen Erregung und schürte sie in Wahlreden, in denen er als überzeugter Vertreter der Flotten- und Kolonialpolitik auftrat. Stimmen bekam er auch von den Anhängern der Freisinnigen und der Konservativen. Vor diesem Hintergrund gelang es ihm, den Wahlkreis vom bisherigen Abgeordneten der Sozialdemokraten Ernst Grenz zu gewinnen. Er zog als jüngster Abgeordneter in den Deutschen Reichstag ein.
Stresemann galt als Kronprinz seines politischen Mentors Ernst Bassermann. Auch privat standen sich die Familien nahe und verbrachten trotz des Altersunterschiedes mehrfach den Urlaub miteinander. In seinen ersten Reden sprach er sich bei fortbestehender Gegnerschaft gegen Sozialdemokraten für die freie Organisation der Gewerkschaften und für Tarifautonomie aus. In sozialpolitischer Hinsicht engagierte sich Stresemann intensiv für die Interessen der Angestellten, nicht zuletzt, weil er in dieser wachsenden Gruppe ein wichtiges Wählerpotenzial sah. Gleichzeitig blieb er wirtschaftspolitisch Vertreter des Mittelstandes und des produzierenden Gewerbes. Er vertrat eine aggressive außenpolitische Linie nach der Art Wilhelms II.
Als begeisterter Anhänger der Flottenpolitik gehörte er dem Deutschen Flottenverein an und war Mitglied des sächsischen Landesausschusses der Organisation. Zudem war er Mitglied der Deutschen Kolonialgesellschaft.
1908 kam es zu parteiinternen Konflikten. Dabei standen sich insbesondere die Vertreter der Schwerindustrie und die des verarbeitenden Gewerbes gegenüber. Stresemann plante, gegen den Zentralverband der deutschen Industriellen eine Zentralstelle der deutschen Industrie zu schaffen. Dieser Plan scheiterte zwar, aber Stresemann spielte als Vertreter des sächsischen Industriellenverbandes eine führende Rolle bei der Gründung des Hansabundes. Auch an der Gründung des Deutschen Bauernbundes als Gegenorganisation zum konservativen Bund der Landwirte war Stresemann beteiligt.
Seine Unterstützung von Sozialmaßnahmen brachte ihn häufiger in Konflikt mit dem rechten Flügel seiner Partei, der durch Angehörige der Schwerindustrie dominiert wurde. Dieser Flügel verhinderte 1912 seine Wiederwahl in den Parteivorstand. Allerdings machte eine Vertreterversammlung dies kurze Zeit später rückgängig. Im selben Jahr verlor er auch seinen Sitz im Reichstag. Er konzentrierte sich danach auf die Verbandsarbeit. Er wurde Vorsitzender des Angestelltenausschusses des Hansabundes und Präsidiumsmitglied des BdI. Auf Einladung des internationalen Handelskammerkongresses in Boston unternahm Stresemann 1912 zusammen mit anderen Wirtschaftsexperten eine Studienreise in die Vereinigten Staaten und nach Kanada.
1913 kandidierte er vergeblich in einer Nachwahl im Wahlkreis Reuß älterer Linie gegen den Sozialdemokraten Max Cohen und den Antisemiten Wilhelm Lattmann. Gustav Stresemann wurde 1914 in einer Nachwahl im ostfriesischen Wahlkreis Wittmund-Aurich erneut in den Reichstag gewählt, dem er mit kurzer Unterbrechung 1918/1919 bis zu seinem Tod angehörte.
Zusammen mit dem Reeder Albert Ballin saß Stresemann im deutschen Organisationskomitee für die Weltausstellung 1913 in San Francisco. Gemeinsam planten beide die Gründung einer Deutschen Gesellschaft für Welthandel, stießen damit aber auf den Widerstand etwa Alfred Hugenbergs. Schließlich blieb von den Plänen die Gründung des Deutsch-Amerikanischen Wirtschaftsverbandes 1914 übrig. Stresemann erhielt den gut bezahlten Posten eines geschäftsführenden Präsidiumsmitgliedes, den er knapp ein Jahrzehnt – bis zur Übernahme der Kanzlerschaft – innehatte. In dieser Zeitspanne führte Stresemann in deren Verbandsräumen auch sein Privatsekretariat.

### Erster Weltkrieg
Im Ersten Weltkrieg gehörte Stresemann zu den „Annexionisten“, die durch Gebietserwerbungen im Osten, Westen und in den Kolonien Deutschlands Macht vergrößern wollten, unter anderem mit Calais als dem „deutschen Gibraltar“. Als Hauptfeind sah er Großbritannien an, das eine Allianz gegen Deutschland geschmiedet habe. Die Gebietserwerbungen sollten Deutschlands Sicherheit vergrößern. Stresemanns Unterstützung der Heeresleitung unter Ludendorff entfremdete ihn von den Mitte-links-Parteien und wurde ihm noch nach dem Krieg vorgeworfen. Matthias Erzberger vom linken Flügel des Zentrums war seit 1916/17 vom Annexionisten zum Befürworter eines Verständigungsfriedens geworden. Stresemann hingegen blieb bis Kriegsende bei seiner Position, allein schon um den Kampfeswillen des Volkes aufrechtzuerhalten. Er setzte sich auch für den uneingeschränkten U-Boot-Krieg ein, um Großbritannien dazu zu bewegen, einen für Deutschland günstigen Frieden abzuschließen. Eine ähnliche Haltung zeigte sich auf seiner Balkanreise 1916 im Hinblick auf den Völkermord an den Armeniern. Wolfgang G. Schwanitz verweist darauf, dass Stresemann in seinem Tagebuch nach einem Gespräch mit Enver Pascha eine „Armenier-Verminderung 1–1½ Millionen“ vermerkte.
Trieb seine außenpolitische Haltung Stresemann zu den Konservativen, so neigte er innenpolitisch zu den Parteien, die später die Weimarer Koalition ausmachten (SPD, katholisches Zentrum, Linksliberale). Mit einer Reform der Verfassung sollte aus Deutschland eine parlamentarische Monarchie werden. Anfangs folgte er aus taktischen Gründen seinem Parteivorsitzenden Bassermann, der größere Verfassungsänderungen erst nach Kriegsende sehen wollte.
Im März 1917 drängte die SPD unter dem Eindruck der Februarrevolution in Russland auf Reformen – sie werde sonst die Kriegskredite nicht mehr bewilligen. Stresemann vertrat nun in der uneinigen Nationalliberalen Partei den Kurs baldiger Reformen schon vor Kriegsende. Er versuchte, seinen Fraktionskollegen den Schwenk schmackhaft zu machen, indem er darauf hinwies, dass dies wohl die letzte Möglichkeit sei, in Preußen das allgemeine Wahlrecht abzuwenden und das Dreiklassenwahlrecht nur durch ein Zensuswahlrecht abzuschaffen.
Im Reichstag sagte er, das politische Zurückbleiben Deutschlands in den vergangenen Jahrzehnten habe mit einem Fehler im politischen System zu tun gehabt. Alle öffentlichen Posten sollten allein nach der Leistung vergeben werden, und mit einer Reform des preußischen Wahlrechts solle das künftige Verhältnis zur SPD verbessert werden. Als der erkrankte Bassermann meinte, Stresemann sei zu weit gegangen, antwortete dieser in einem langen Brief, Deutschland und Österreich seien die letzten Länder auf der Welt, die ihrem Monarchen einen so großen Einfluss zugeständen. Es könne nicht sein, dass der Kaiser nach eigenem Gutdünken einen Kanzler einsetzen dürfe. Man brauche nicht gleich an ein vollständig parlamentarisiertes Regierungssystem zu denken, aber der Reichstag müsse die Macht haben, einen Kanzler zum Rücktritt zu zwingen.
Stresemann gelang es, erzürnte rechtsgerichtete Mitglieder seiner Partei durch Gespräche auf eine einheitliche Parteilinie zu bringen. Doch den erkrankten Bassermann ersetzte provisorisch erst Prinz Heinrich zu Schoenaich-Carolath, mit Stresemann als einem von drei Stellvertretern. Der debattenstarke Stresemann wurde aber bereits als natürlicher Nachfolger in der Führung gesehen. Bassermann starb im Juli. Im September, als der Reichstag wieder tagte, wurde Stresemann Fraktionsvorsitzender. Den Parteivorsitz übernahm der rechtsgerichtete, 66-jährige Vorsitzende der preußischen Landtagsfraktion, Robert Friedberg, der 39-jährige Stresemann wurde sein Stellvertreter.
Der Kanzlerwechsel vom Beamten Georg Michaelis zum rechten Zentrumsmann Georg von Hertling im November 1917 rückte die Nationalliberale Partei enger an die Mitte-links-Parteien heran. Stresemann überredete Friedberg, stellvertretender preußischer Ministerpräsident zu werden, damit dieser für die Reform des preußischen Wahlrechts verantwortlich sei und auch der rechte Flügel der Nationalliberalen der Reform eine Mehrheit geben würde. Stresemanns vehementer Einsatz für das gleiche Wahlrecht in Preußen brachte zwar eine Mehrheit bei den Nationalliberalen, nicht aber eine Mehrheit im Landtag insgesamt zustande. Freilich gelang es ihm auf der entscheidenderen Reichsebene mit einer die Mehrheit bildenden Parteienkoalition, einen Antrag für das gleiche Wahlrecht zu stellen, das auch das Frauenwahlrecht implizierte. Wegen der ausbrechenden Revolution konnte der Antrag nicht mehr zur Behandlung kommen.

### Novemberrevolution und Republikgründung
Seit November 1918 befand sich Stresemann in der Opposition und fühlte sich nach rechts gedrängt. Als Demokraten ihm die Illusionen eines „Siegfriedens“ und von Annexionen vorwarfen, antwortete er, jede Partei habe im Krieg Politiker gehabt, die die eine oder andere Annexion gefordert hätten, und die Illusionen eines günstigen Wilson-Friedens durch den Bruch mit der Tradition hätten sich als die größeren erwiesen. Seine Überzeugung lautete, wenn es keine Novemberrevolution gegeben hätte, hätte die Armee zwar keinen Sieg, aber einen günstigeren Frieden erkämpfen können. Die Familie Stresemann hatte vor 1918 ihre sommerlichen Sandburgen beim Strandurlaub mit den Farben der 1848er-Revolution geschmückt (also Schwarz-Rot-Gold) und so nahm sie seither Schwarz-Weiß-Rot mit.
Nach dem Krieg gab es Bestrebungen, beide liberalen Parteien (Fortschrittliche Volkspartei und Nationalliberale Partei) als Gegengewicht zum Sozialismus in einer großen liberalen Partei aufgehen zu lassen. Stresemann war skeptisch, er glaubte an eine nationalliberale Partei, die zusammen mit dem Zentrum die Balance zwischen Sozialdemokraten und Fortschrittlern einerseits und Konservativen andererseits ausmachen würde. Besonders die neu auftretende Gruppe unter Theodor Wolff, die Demokraten, lehnte er ab.
Ein Wahlbündnis mit den Fortschrittlern und eine spätere Fusion wurden dennoch am 15. November vereinbart. Die Fortschrittler wollten die Demokraten in der Fusion sehen, um keine Konkurrenz auf der Linken entstehen zu lassen, und Stresemann musste auch dies akzeptieren. Am 18. November jedoch, auf einem gemeinsamen Treffen, forderte Alfred Weber für die Demokraten, dass wenigstens der rechte Flügel der Nationalliberalen draußen bleiben müsse. Bei der Gründung der Deutschen Demokratischen Partei (DDP) am 20. November waren die meisten Fortschrittler und vier nationalliberale Abgeordnete dabei. Dem stellten Stresemann und Friedberg zwei Tage später eine neue Deutsche Volkspartei (DVP) gegenüber, obwohl die meisten nationalliberalen Gliederungen sich die Einheit wünschten. Auch Spendengelder aus der Geschäftswelt wurden von der Einheit abhängig gemacht. Im Laufe einiger Wochen fand sich jedoch Unterstützung für Stresemann, nachdem die Demokraten den rechten Nationalliberalen Friedberg zu einer Art Kapitulation gezwungen hatten. Am 15. Dezember wurde die DVP offiziell gegründet. Stresemann wurde einstimmig zum Vorsitzenden gewählt.
Für die Teilung des Liberalismus machten die Demokraten in der Folge Stresemann verantwortlich, der auf seine Führungsrolle nicht verzichten wollte. Stresemann wiederum sah darüber hinaus fundamentale politische Unterschiede zwischen den auf Tradition bedachten Nationalliberalen und dem linken Flügel der Demokraten, und die Wahlen von 1920, als die DVP stärker wurde als die DDP, konnte er als Bestätigung seiner Haltung sehen. Er meinte auch, eine Einheitspartei wäre im Laufe der Zeit sowieso zerfallen, und viele Nationalliberale wären nach weiter rechts abgewandert.

### Anfangsjahre der Weimarer Republik
Die in Versailles beschlossene Friedensordnung lehnte Stresemann ab. Er sah in diesem Vertrag die Entehrung Deutschlands. Aber die moralische Komponente des Vertrages wog für ihn weniger schwer als die wirtschaftlichen und territorialen Konsequenzen. Bezüglich der neuen deutschen Ostgrenzen waren es Zweifel an der historischen Richtigkeit und sicherheitspolitische Überlegungen gegenüber Polen, die ihn zum Gegner der Regelungen werden ließen. Obwohl Stresemann den Versailler Vertrag ablehnte, war er nicht bereit, die Verantwortung für eine Ablehnung dieses Vertrages zu übernehmen, die unzweifelhaft eine militärische Intervention der Alliierten nach sich gezogen hätte. Er kam zu der Einsicht, dass die Wahrung und Durchsetzung deutscher Interessen nicht gegen, sondern nur auf der Grundlage der neuen Friedensordnung zu erreichen waren. Als Mitglied der Weimarer Nationalversammlung und des Reichstages betrieb er die sogenannte „Realpolitik“ und trat, wie er später selbst sagte, aus Vernunftgründen für die Republik ein.
Bereits im wilhelminischen Deutschland dienten Stresemanns wirtschaftspolitische Einsichten als Ausgangspunkt außenpolitischer Überlegungen. Die verbliebene deutsche Wirtschaftskraft nach 1918 begriff er als einzige Deutschland noch zur Verfügung stehende Machtquelle. Reparationsprobleme, Ostgrenzen und Rheinlandfrage, all dies stand seiner Meinung nach in wechselseitigen Abhängigkeiten. Eine Verbesserung der deutschen Lage wollte er durch eine Verständigung mit den Westmächten, insbesondere mit Frankreich, suchen.
Obwohl Stresemann keine konkrete Kenntnis der Pläne des Kapp-Putsches im März 1920 unterstellt werden kann, gelang es ihm, von diesem unter anderem durch seine Vermittlungsbemühungen politisch zu profitieren. Von der republikanischen Linken wurde sein Verhalten während der Krise im Nachhinein als opportunistisch kritisiert.
Nach der Reichstagswahl 1920, in der der DVP ein Sprung von 22 Sitzen in der Nationalversammlung auf 65 Sitze im Reichstag gelang, beteiligte sich die bisher republikskeptische Oppositionspartei an der vom Zentrum angeführten Minderheitsregierung Fehrenbach, der die SPD als nur tolerierende Kraft nicht mehr angehörte. Für Stresemann selbst blieb kein Ministerposten übrig, dafür übernahm er zusätzlich zum Partei- auch den Fraktionsvorsitz und den Vorsitz des wichtigen Reichstagsausschusses für auswärtige Angelegenheiten. Nach dem Ausscheiden der DVP aus der Regierung im April 1921 wegen der Reparationsfrage, welches den Sturz der ganzen Regierung nach sich zog, galt Stresemann erstmals als ernsthafter Kanzlerkandidat. Er scheiterte jedoch am parteiinternen Widerstand der Gruppe um Hugo Stinnes gegen die Annahme des alliierten Reparationsultimatums. Die DVP verblieb in der Folgezeit von 1921 bis 1922 trotz mehrfacher Versuche einer Regierungsbeteiligung in der Opposition, unterstützte aber die wieder von der Weimarer Koalition gebildeten Regierungen von Joseph Wirth fallweise bei Einzelentscheidungen, so bei der Verabschiedung des Republikschutzgesetzes nach der Ermordung von Reichsaußenminister Walther Rathenau im Juni 1922.
Der im November 1922 gebildeten Regierung Cuno gehörten erstmals wieder zwei DVP-Mitglieder als Fachminister an, ohne dass die Partei sich dadurch zur Unterstützung der Regierung verpflichtet hätte. Die durch den französisch-belgischen Einmarsch im Januar 1923 begonnene Ruhrbesetzung und den von der Regierung Cuno ausgerufenen passiven Widerstand empfand er als Chance, ein neues Bündnis des Bürgertums mit der Arbeiterklasse zu schmieden, das sich letztlich in einer großen Koalition niederschlagen würde, die anders als heute nicht wegen der Größe der Parteien, sondern der Anzahl von vier Parteien aus diversen Teilen des politischen Spektrums derart bezeichnet wurde. Als die SPD im August 1923 der Regierung Cuno ihre Unterstützung aufkündigte und ihre Bereitschaft zu einer großen Koalition bekanntgab, war Stresemann der natürliche Kanzlerkandidat. Er selbst hatte zuvor zwar in einem Brief an seine Frau eine Amtsübernahme als „beinahe politische[n] Selbstmord“ bezeichnet, konnte sich aber nun nicht verweigern. Zusätzlich zum Amt des Reichskanzlers übernahm Stresemann auch die Leitung des Auswärtigen Amtes an der Spitze einer Koalition aus SPD, DDP, Zentrum, DVP und BVP. Den Fraktionsvorsitz gab er an Ernst Scholz ab.

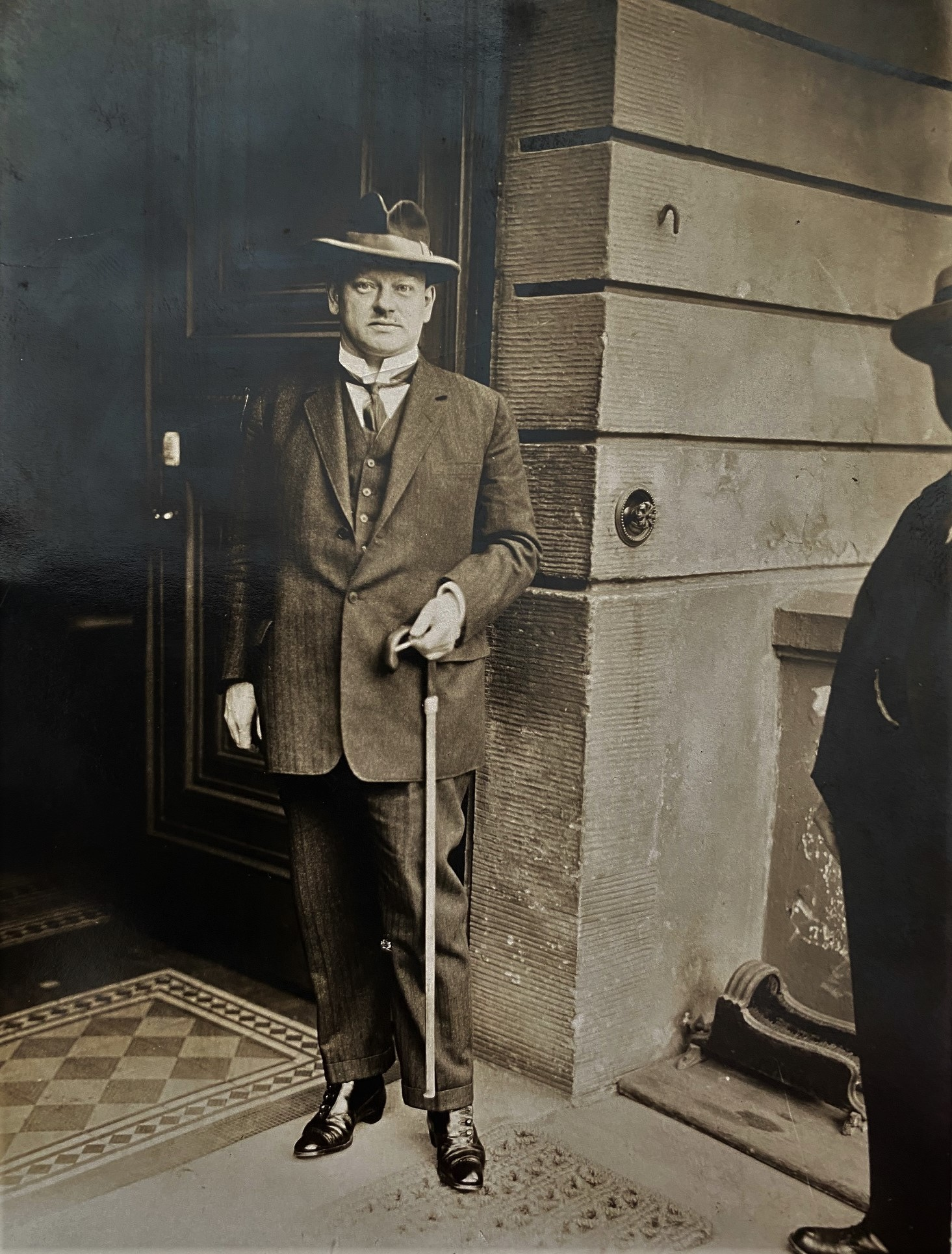
Stresemann nach Übernahme des Reichskanzleramts 1923

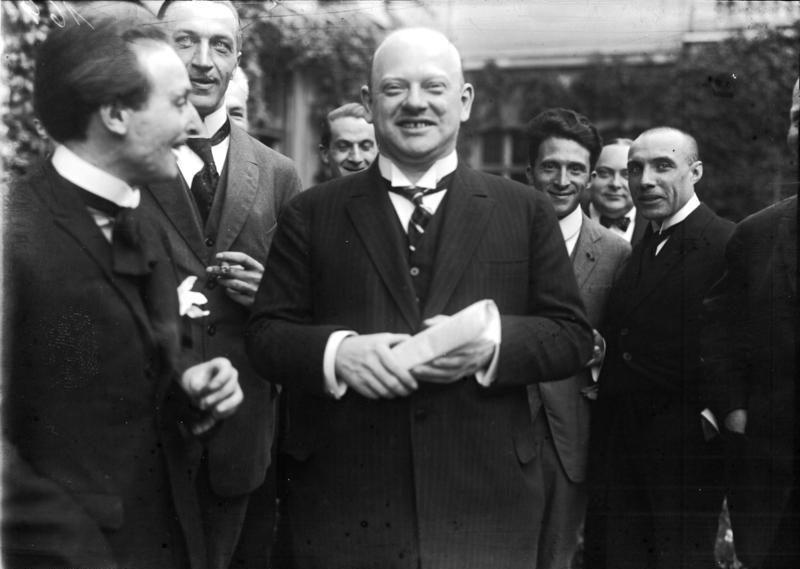
Stresemann 1923 mit Journalisten

Im Krisenjahr 1923 schloss sich Stresemann den Freimaurern an. Dabei spielte der Berliner Pfarrer Karl Habicht eine wichtige Rolle. Habicht war National-Großmeister der Großen National-Mutterloge „Zu den drei Weltkugeln“ und Meister vom Stuhl der Loge „Friedrich der Große“. Dieser trat auch Stresemann bei. Als Motiv gab er an: „Schon lange ist es mein Wunsch, in eine engere Beziehung zu einem Kreis gleichgesinnter Menschen zu gelangen, die in unserer an Materialismus, Hast und Unruhe sich zermürbenden Zeit sich das Reich allgemeinen Menschentums, innerer Besinnung und Geistigkeit zu erhalten suchen. Im deutschen Freimaurertum hoffe ich eine solche Gemeinschaft zu finden.“ Am 1. Oktober 1924 schrieb Kurt Tucholsky: Édouard Herriot, ein Sympathisant der Paneuropa-Union, und Stresemann hätten „sich gleich beim ersten Händedruck erkannt. Herr Gustav Stresemann ist in diesem Jahre Freimaurer geworden, und das ist in Frankreich nicht unbekannt geblieben.“ In seiner Rede zum Beitritt Deutschlands zum Völkerbund verwendete er freimaurerische Begriffe wie den des göttlichen Baumeisters der Erde.

### Reichskanzlerschaft

#### Regierungsbildung
Während der französischen Ruhrbesetzung unterstützte Stresemann zunächst den passiven Widerstand der Regierung Cuno. Dieser und seine Regierung gerieten aber bald von verschiedenen Seiten unter Druck. Die Kommunisten versuchten, ihn mithilfe der sogenannten Cuno-Streiks zum Rücktritt zu bewegen. Einflussreiche Sozialdemokraten wie Rudolf Hilferding oder Eduard Bernstein sprachen sich für eine Große Koalition unter Reichskanzler Stresemann aus. Ebenso plädierte die Deutsche Allgemeine Zeitung, die von Hugo Stinnes (DVP) kontrolliert wurde, für eine Große Koalition unter Stresemann. Ähnlich äußerten sich Zentrum und DDP. Lediglich die Bayerische Volkspartei stand einem Bündnis mit der SPD skeptisch gegenüber. Innerhalb der DVP war dem Unternehmerflügel klar, dass der passive Widerstand gescheitert war und beendet werden müsse. Stinnes wollte das Bündnis mit der SPD auch, weil diese dann mitverantwortlich für die unpopuläre Entscheidung eines Abbruchs des Widerstandes wäre. Hatte die Großindustrie in den vergangenen Jahren von der Inflationsentwicklung durchaus profitiert, war dies während der Hochinflation nicht mehr der Fall. Auch für die Stabilisierung der Währung mit zwangsläufigen Belastungen wollten die Industriekreise die SPD in der Regierung haben. Obwohl die SPD die mit Abstand größte Partei in der Koalition war, war sie aus Sorge um den inneren Zusammenhalt nicht bereit, den Reichskanzler zu stellen. So war die Übernahme des Amtes durch Stresemann für alle Beteiligten klar.
Als dieser am 13. August 1923 das Amt des Reichskanzlers übernahm, war längst offensichtlich, dass der passive Widerstand gegen die Ruhrbesetzung keine Aussicht mehr auf Erfolg hatte. Damit eng verbunden waren der völlige Zusammenbruch der deutschen Währung und die Phase der Hochinflation. Hinzu kam die innenpolitische Radikalisierung. Unklar war auch die Haltung der Reichswehr etwa gegenüber Aufstandsbewegungen von rechts. Insgesamt befand sich die Republik zu diesem Zeitpunkt in der bislang schwersten Krise ihrer Geschichte. Selbst der Zusammenhang der staatlichen Einheit war bedroht.
Obwohl Stresemann einer großen Koalition mit naturgemäß widerstreitenden Interessen vorsaß, vollzog sich die Regierungsbildung schneller als bei jeder anderen Weimarer Regierung vor der Zeit der Präsidialkabinette am Ende der Republik. Die Sozialdemokraten stellten vier Minister (Innenminister Wilhelm Sollmann, Finanzminister Rudolf Hilferding, Justizminister Gustav Radbruch, Wiederaufbauminister und Vizekanzler Robert Schmidt). Aus dem Zentrum gingen drei Minister hervor (Arbeitsminister Heinrich Brauns, Postminister Anton Höfle, Minister für die besetzten Gebiete Johannes Fuchs). Die DDP stellte zwei Minister (Reichswehrminister Otto Geßler, Verkehrsminister Rudolf Oeser). Stresemann selbst übernahm das Außenministerium. Ebenfalls von der DVP war Wirtschaftsminister Hans von Raumer. Der parteilose Hans Luther blieb Ernährungsminister.
In seiner Regierungserklärung vom 14. August 1923 plädierte Stresemann für den „Zusammenschluss aller den verfassungsmäßigen Staatsgedanken bejahenden Kräfte“. In der anschließenden Abstimmung sprachen sich von 342 anwesenden Reichstagsmitgliedern 239 für die neue Regierung aus. 76 stimmten mit Nein und 24 enthielten sich. Aber von Anfang an gab es selbst in den Regierungsparteien Gegenkräfte. In der SPD blieben die Abgeordneten aus Sachsen und die meisten ehemaligen Angehörigen der USPD der Abstimmung fern. Ebenso verließen einige DVP-Abgeordnete um Reinhold Quaatz den Saal vor der Abstimmung.

#### Ende des Ruhrkampfes

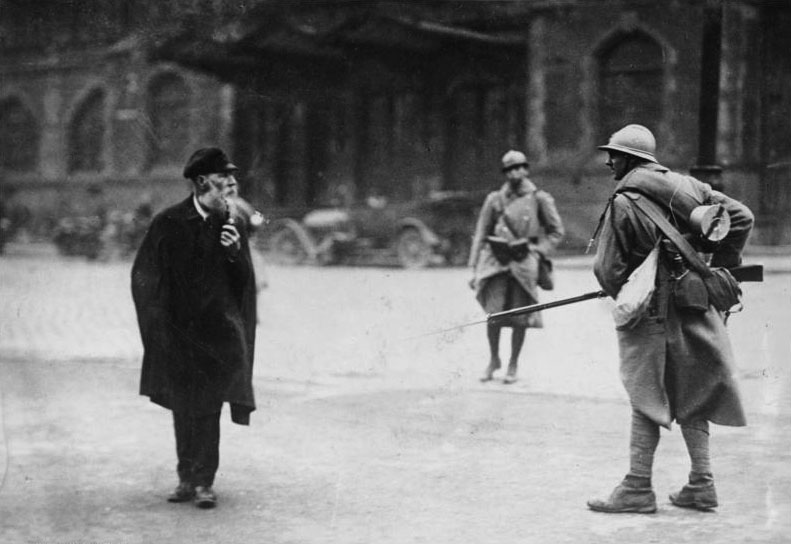
Zivilist und französischer Soldat während der Ruhrbesetzung vor dem Essener Hauptbahnhof

Voraussetzung für die Lösung der Währungsstabilisierung war die Beendigung des Ruhrkampfes, hatten doch die Kosten dafür einen großen Anteil am Zusammenbruch der Mark gehabt. Stresemann selbst überließ die Planungen für die Währungsreform weitgehend Hilferding und dessen Fachleuten im Ministerium. Er selbst kümmerte sich in erster Linie um die Lösung der Ruhrfrage. So versuchte er, durch Entgegenkommen in der Frage der Reparationen Gespräche mit den Besatzungsmächten Frankreich und Belgien in Gang zu bringen. Er bot einen Teil der deutschen Wirtschaft als produktives Pfand zur Durchführung der Reparationen an. Abgesehen von einigen eher symbolischen Bedingungen war er bereit, auf den Widerstand zu verzichten, allerdings weigerte sich der französische Ministerpräsident Raymond Poincaré strikt, sich auf irgendwelche Bedingungen einzulassen. Als sich die Hoffnungen auf britische Unterstützung zerschlugen, führte für Stresemann kein Weg mehr an einem bedingungslosen Ende des Widerstands vorbei. Am 26. September 1923 wurde der Ruhrkampf offiziell aufgegeben. Die Entscheidung zur Einstellung des Ruhrkampfes wurde von der Öffentlichkeit weitgehend ruhig hingenommen.

#### Bayerische Krise
Schon am 26. September 1923 hatte die bayerische Landesregierung unter Eugen von Knilling dem Druck von rechts nachgegeben und den Ausnahmezustand erklärt. Die vollziehende Gewalt wurde Gustav von Kahr als „Generalstaatskommissar“ übertragen. Hinter diesem standen rechte Verbände, unter ihnen auch die NSDAP. Ihr Ziel war der Sturz der Regierung Stresemann und letztlich das Ende der Republik. Die Reichsregierung reagierte mit der Erklärung des Ausnahmezustandes für das ganze Reich. Die vollziehende Gewalt wurde Reichswehrminister Geßler übertragen. Allerdings suchte die Regierung keine direkte Konfrontation mit Bayern. Stattdessen entwickelte sich ein anhaltender Konflikt zwischen Bayern und dem Reich. Ohne Gefahr, in Bayern belangt zu werden, hetzte die NSDAP gegen die „Diktatoren Stresemann-Seeckt“ und verband dies mit antisemitischen Angriffen, da beide mit Frauen mit einem jüdischen Hintergrund verheiratet waren. Die Anweisung von Reichsminister Geßler an Kahr, die Verbreitung dieser Anschuldigungen zu verbieten, befolgte dieser nicht. Auch General Otto von Lossow, Kommandeur der Reichswehr in Bayern, weigerte sich. Dies war ein klarer Fall von Befehlsverweigerung. Später ernannte Kahr Lossow sogar zum bayerischen Landeskommandanten und unterstellte die Reichswehreinheiten dem Kommando Bayerns.
Die von Stresemann befürwortete Reichsexekution gegen Bayern hatte keine Erfolgsaussicht, weil die Reichswehr dazu nicht bereit war. Auch in Berlin gab es zeitweise Bestrebungen aus Kreisen der Industrie, insbesondere von Hugo Stinnes, der Großlandwirtschaft und dem Alldeutschen Verband, die Regierung zu stürzen und ein ähnliches Regime wie in Bayern einzusetzen. Auch Stresemann, Ebert und die Regierung dachten über eine Krisenlösung mit diktatorischen Mitteln nach. Selbst führende Sozialdemokraten wie Carl Severing und Rudolf Hilferding waren bereit, zum Schutz von Volk und Reich notfalls einige Spielregeln der parlamentarischen Demokratie zeitweise außer Kraft zu setzen.

#### Deutscher Oktober

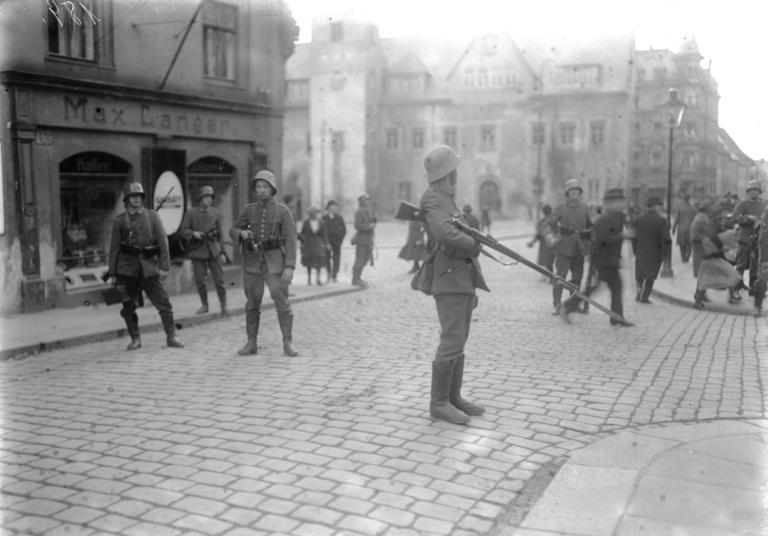
Abriegeln einer Straße durch Reichswehr mit gefälltem Bajonett in Freiberg in Sachsen

Neben der Gefahr von rechts gab es eine durchaus reale Bedrohung von links. In Sachsen traten die kommunistischen paramilitärischen proletarischen Hundertschaften immer offener auf. Auch in Thüringen konnten die proletarischen Hundertschaften weitgehend unbehelligt agieren. Die Entscheidung für einen kommunistischen Revolutionsversuch als Deutscher Oktober ging indes vom Exekutivkomitee der Kommunistischen Internationale aus. Ein erster Schritt in diese Richtung war der Eintritt der KPD in die Regierungen von Thüringen und Sachsen, ohne jedoch verfassungsfeindlich wie die Rechten in Bayern zu agieren. Für die Regierung Stresemann schien es aber klar zu sein, dass dies nur ein erster Schritt hin zu einem Umsturz war. Die proletarischen Hundertschaften wurden verboten und die sächsische Polizei der Reichswehr unterstellt. Damit waren der KPD ihre potenziell wichtigsten Machtmittel entzogen. Die Aufstandspläne wurden am 21. Oktober 1923 aufgegeben. Nur in Hamburg kam es zu einem begrenzten Aufstand (Hamburger Aufstand). In Sachsen kam es zu einer förmlichen Reichsexekution.

#### Regierungskrise und Ermächtigungsgesetz
Bereits Anfang Oktober war das Kabinett Stresemann in eine tiefe innere Krise geraten. Hintergrund war, dass die Minister Hilferding und Braun ein Ermächtigungsgesetz gefordert hatten, das der Regierung alles in politischer und finanzieller Hinsicht Notwendige gestatten sollte. Insbesondere hielten sie in Übereinstimmung mit den Arbeitgebern und im Gegensatz zu den Arbeitnehmern eine Verlängerung der Arbeitszeit für nötig. Dazu war die SPD-Fraktion indes nicht bereit. Schärfere Kritik an der Regierung Stresemann kam vom Vorsitzenden der DVP-Fraktion, Ernst Scholz, der damit auch die Ziele von Hugo Stinnes vertrat. Scholz forderte ein Ende des Achtstundentages, einen „Bruch mit Frankreich“ und den Eintritt der DNVP in die Regierung. Nachdem ein Kompromiss in der Arbeitszeitfrage gescheitert war, trat Stresemann zurück.
Friedrich Ebert betraute Stresemann aber erneut mit der Regierungsbildung (die diesem auch gelang: Kabinett Stresemann II ab 6. Oktober 1923). Es gelang, einen Kompromiss in der Arbeitszeitfrage zu finden. Der Achtstundentag wurde nicht abgeschafft, aber es sollte möglich sein, diesen zu überschreiten. Die SPD stimmte einem Ermächtigungsgesetz zu, das die Arbeitszeitfrage aussparte und bis zum Ende der Koalition Gültigkeit behalten sollte. Auf dieser Grundlage wurden verschiedene Verordnungen erlassen. Darunter waren die höchst umstrittene Personalabbauverordnung und die Einführung der staatlichen Zwangsschlichtung in Tarifkonflikten.

#### Minderheitskabinett Stresemann

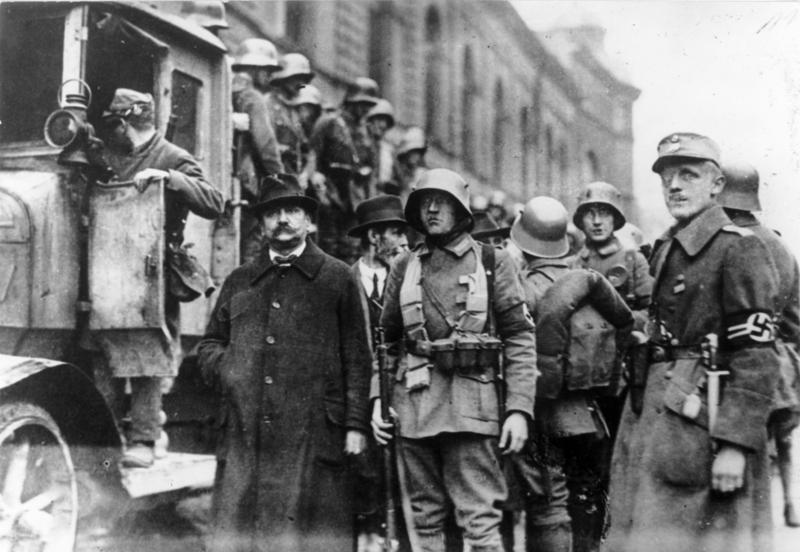
Stoßtrupp Hitlers (mit Hakenkreuz-Armbinden), verhaftete sozialistische Stadträte während des Hitler-Putsches

Unter den Sozialdemokraten war die Empörung über die Ungleichbehandlung der Verhältnisse in Sachsen und Bayern groß. Die SPD-Fraktion verlangte ein energisches Vorgehen gegenüber Bayern. Die Minister aus den bürgerlichen Parteien lehnten dies ab. Daraufhin verließ die SPD die Koalition. Stresemann stand nunmehr einer bürgerlichen Minderheitsregierung vor. Kurze Zeit später rückte die Reichswehr auch in Thüringen ein und entwaffnete die proletarischen Hundertschaften. Die Lage eskalierte noch einmal durch den Hitler-Putsch vom 9. November 1923. Der Reichspräsident übertrug von Seeckt den Oberbefehl über die Reichswehr und die vollziehende Gewalt im Reich. Bereits zuvor war der Putsch zusammengebrochen.
Eine Woche nach dem Hitler-Putsch führte das Kabinett Stresemann die Rentenmark ein. Mithilfe dieses Provisoriums gelang es, den Kursverfall der deutschen Währung gegenüber dem US-Dollar zu stoppen. Die Reichsbank legte einen Umtauschkurs von 1 Billion Papiermark zu 1 Rentenmark fest. Damit war das Wechselkursverhältnis von 4,2 Mark zu einem Dollar, wie es in der Vorkriegszeit bestanden hatte, wiederhergestellt.
Bereits seit dem 25. Oktober zeichnete sich ein Wandel der französischen Haltung in der Reparationsfrage ab. Die Vorschläge Poincarés liefen auf den späteren Dawes-Plan hinaus. Damit hatte Stresemann bedeutende Fortschritte erzielt. In dieser Situation brachte die SPD am 22. November gegen das Minderheitskabinett Stresemann einen Misstrauensantrag ein, der mit der Ungleichbehandlung von Sachsen und Bayern begründet wurde. Obwohl Stresemann gute Chancen hatte, den Antrag zu überstehen, antwortete er seinerseits mit der Vertrauensfrage. Diese ging gegen ihn aus. Stresemann kommentierte dies gegenüber der ausländischen Presse, dass erstmals in der Geschichte des deutschen Parlamentarismus eine Regierung in „offener Feldschlacht gefallen sei“.

### Außenpolitiker

#### Ziele
Stresemann knüpfte mit der Übernahme des Außenministeriums 1923 an den Beginn der Erfüllungspolitik von 1921 an. Allerdings waren die außenpolitischen Voraussetzungen günstiger als damals. Zentrale Elemente von Stresemanns Außenpolitik waren die Verständigung mit den Siegermächten des Ersten Weltkrieges auf der einen Seite und die Anerkennung Deutschlands als gleichberechtigten Akteur auf der internationalen Bühne auf der anderen Seite. Voraussetzung für eine angestrebte Veränderung des Versailler Vertrags war zunächst dessen Anerkennung. Von erheblicher Bedeutung für Stresemanns Politik war, dass die USA nach dem Ende des Ruhrkampfes eine wichtige Rolle spielten, um Deutschland international zu integrieren und die gegen Deutschland gerichtete Politik Frankreichs zu begrenzen. Vor diesem Hintergrund bekam der deutsch-amerikanische Handelsvertrag vom Dezember 1923 erhebliche Bedeutung. Dieser sicherte den Vertragsparteien die unbedingte gegenseitige Wechselseitigkeit zu und betonte die Gleichberechtigung Deutschlands im internationalen System.

Für Stresemann war klar, dass die Wirtschaft nach dem Ende des Krieges die international einzige verbliebene Kraftquelle Deutschlands war. Diese galt es, sich außenpolitisch nutzbar zu machen. Für ihn waren die internationale Zusammenarbeit und die Verfechtung nationaler Interessen im wirtschaftlichen Bereich kein Widerspruch. Zur Durchsetzung der deutschen Interessen, insbesondere mit dem Ziel der Gleichberechtigung Deutschlands, hielt er Formen internationaler Kooperation für zielführender als nationale Drohgebärden oder gar Krieg. Ob sein letztes Ziel war, Deutschland zu einem verlässlichen Partner in einem friedlichen Europa zu machen oder ihm eine dominierende Stellung als Großmacht zu geben, ist in der historischen Forschung umstritten. Die Beantwortung dieser Frage hängt unter anderem von der Interpretation des sogenannten Kronprinzenbriefs ab. Am 7. September 1925 erläuterte Stresemann Wilhelm von Preußen den von ihm angestrebten Beitritt zum Völkerbund als Mittel, den Versailler Vertrag zu revidieren: 

„Das Wichtigste ist […] das Freiwerden deutschen Landes von fremder Besatzung. Wir müssen den Würger erst vom Halse haben. Deshalb wird die deutsche Politik, wie Metternich von Österreich wohl nach 1809 sagte, in dieser Beziehung zunächst darin bestehen müssen, zu finassieren und den großen Entscheidungen auszuweichen.“

 Dadurch werde es möglich, den zwölf Millionen Auslandsdeutschen besser zu helfen, „die jetzt unter fremdem Joch in fremden Ländern leben“. Außerdem könne man danach eine „Wiedergewinnung von Danzig, vom polnischen Korridor und eine Korrektur der Grenze in Oberschlesien“ sowie den Anschluss Österreichs ins Auge fassen. In Frankreich wurde dieser Text lange als Beweis für Stresemanns Großmachtstreben und seine Doppelzüngigkeit gedeutet. Die Historikerin Annelise Thimme bekräftigt, dass die umfassende Revision des Versailler Vertrags, einschließlich des Anschlusses, selbstverständliches Ziel aller deutscher Parteien und somit auch Stresemanns gewesen sei. Daher sei es zwangsläufig gewesen, dass die deutsch-französischen Beziehungen über kurz oder lang „schweren Belastungsproben unterworfen werden“ würden. Auch der Völkerrechtler Walter Poeggel glaubt, dass der Brief die „wirklichen Ziele, die Deutschland mit seinem Beitritt zum Völkerbund verfolgte“, enthält. Laut dem Historiker Eberhard Kolb schrieb Stresemann den Brief aber nicht, um seine wahren Ziele darzulegen, sondern in der innenpolitischen Absicht, über Wilhelm von Preußen auf den neuen Reichspräsidenten Paul von Hindenburg und auf die DNVP einzuwirken, die mit ihm in der Regierung saß, aber gegen einen Völkerbundbeitritt Deutschlands Vorbehalte hatte.
Da die territorialen Ziele Stresemanns im Osten nicht friedlich zu erreichen gewesen seien, hält es der amerikanische Historiker Henry Ashby Turner für durchaus möglich, dass Stresemanns Außenpolitik, wäre sie fortgeführt worden, in den 1930er Jahren ebenfalls zu einem Krieg geführt hätte, wenn auch nur zu einem begrenzten, in den sich die Westmächte nicht eingemischt hätten. Hans-Ulrich Wehler schreibt, Stresemann sei „wegen seines beinharten Nationalismus nie bereit“ gewesen, „auf einen Revisionskrieg gegen Polen zu verzichten“. Demgegenüber vertritt ein Großteil der Forschung den Standpunkt, dass Stresemann die Revision des Versailler Vertrages ausschließlich mit friedlichen Mitteln erreichen wollte.

#### Voraussetzungen

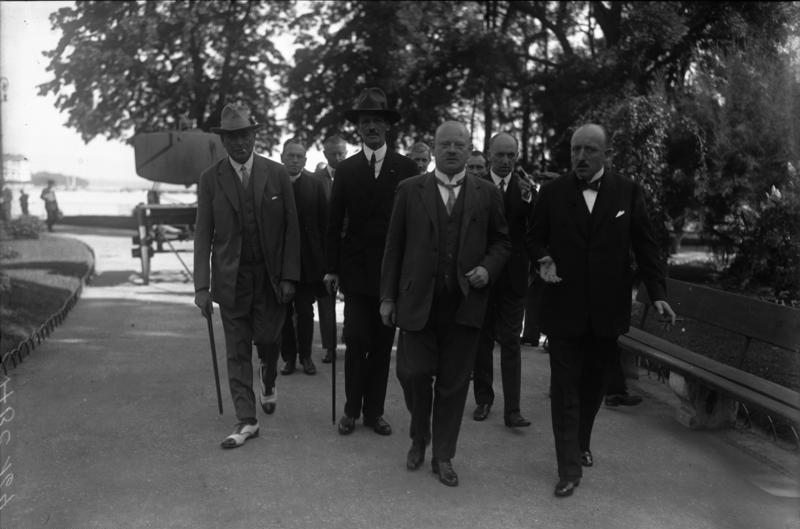
Stresemann zusammen mit Karl von Schubert (Staatssekretär AA/Botschafter in Italien), Johann Heinrich von Bernstorff (Botschafter in den USA), Rudolf Breitscheid (Reichstagsabgeordneter SPD) und wahrscheinlich Friedrich Gaus, 1924

Allerdings musste Stresemann erst vom Parteipolitiker in die Rolle des Diplomaten hineinwachsen. So kam es zu Verstimmungen, als nach kritischen Äußerungen Stresemanns zu Woodrow Wilson nach dem Tod des ehemaligen Präsidenten eine Anweisung an den deutschen Botschafter in den USA bekannt wurde, dass keine offiziellen Beileidsbekundungen erfolgen sollten. Stresemann dementierte umgehend, aber gleichwohl war man in Amerika irritiert. Auch in der deutschen Öffentlichkeit stieß die Widersprüchlichkeit zwischen dem Parteipolitiker und dem Außenpolitiker auf Kritik. Er versuchte dem dadurch zu begegnen, dass er die Zahl seiner Reden auf Parteiversammlungen einschränkte.
Auch innerhalb des Auswärtigen Amtes wurde Stresemann kritisch gesehen. Ihm fehlte die Weltgewandtheit und die Sprachgewandtheit, wie sie etwa Walther Rathenau eigen gewesen war. Für die Staatssekretäre im Auswärtigen Amt, Adolf Georg von Maltzan und Carl von Schubert, war Stresemann ein diplomatischer Außenseiter. Hinzu kam, dass Maltzan eher für eine nach Osten gerichtete Politik stand. Die von Stresemann angeordnete Ernennung Maltzans zum Botschafter in Washington war allerdings nicht als Strafversetzung gemeint, sondern sollte die besonders wichtige Beziehung zu den USA unterstreichen. Der neue Staatssekretär von Schubert leistete Stresemann durch seine Loyalität und Gewissenhaftigkeit gute Dienste. Friedrich Gaus war seit 1923 Leiter der Rechtsabteilung des Auswärtigen Amtes und formulierte die verschiedenen deutschen Vertragsentwürfe wesentlich. Schubert und Gaus waren neben Stresemann die beiden Konstrukteure der deutschen Außenpolitik in der Ära Stresemann. Ulrich Rauscher war der Verbindungsmann Stresemanns zum Reichspräsidenten Ebert. Der Tod Stresemanns verhinderte die Ernennung Rauschers 1929 zum Staatssekretär. Stresemanns Personalpolitik innerhalb des Hauses unterschied sich vom bisher Üblichen. Neben die oft aus altem Adel stammenden Karrierediplomaten traten vermehrt bürgerliche Neueinsteiger. Zentral für die Ernennung eines Diplomaten wurde die Qualifikation.
Positiv wirkte sich aus, dass Stresemann seit längerem persönlich gute Beziehungen zum französischen Botschafter in Berlin, Pierre de Margerie, pflegte. Fast freundschaftlich waren seine Beziehungen zum englischen Botschafter Edgar Vincent Lord D’Abernon und zum amerikanischen Botschafter Alanson B. Houghton. Besonders wichtig war, dass Stresemann nach dem Regierungswechsel in Frankreich am 24. Mai 1924 mit Aristide Briand als Außenminister einen Partner bekam, der ebenfalls eine Entspannungspolitik verfolgte.

#### Dawes-Plan

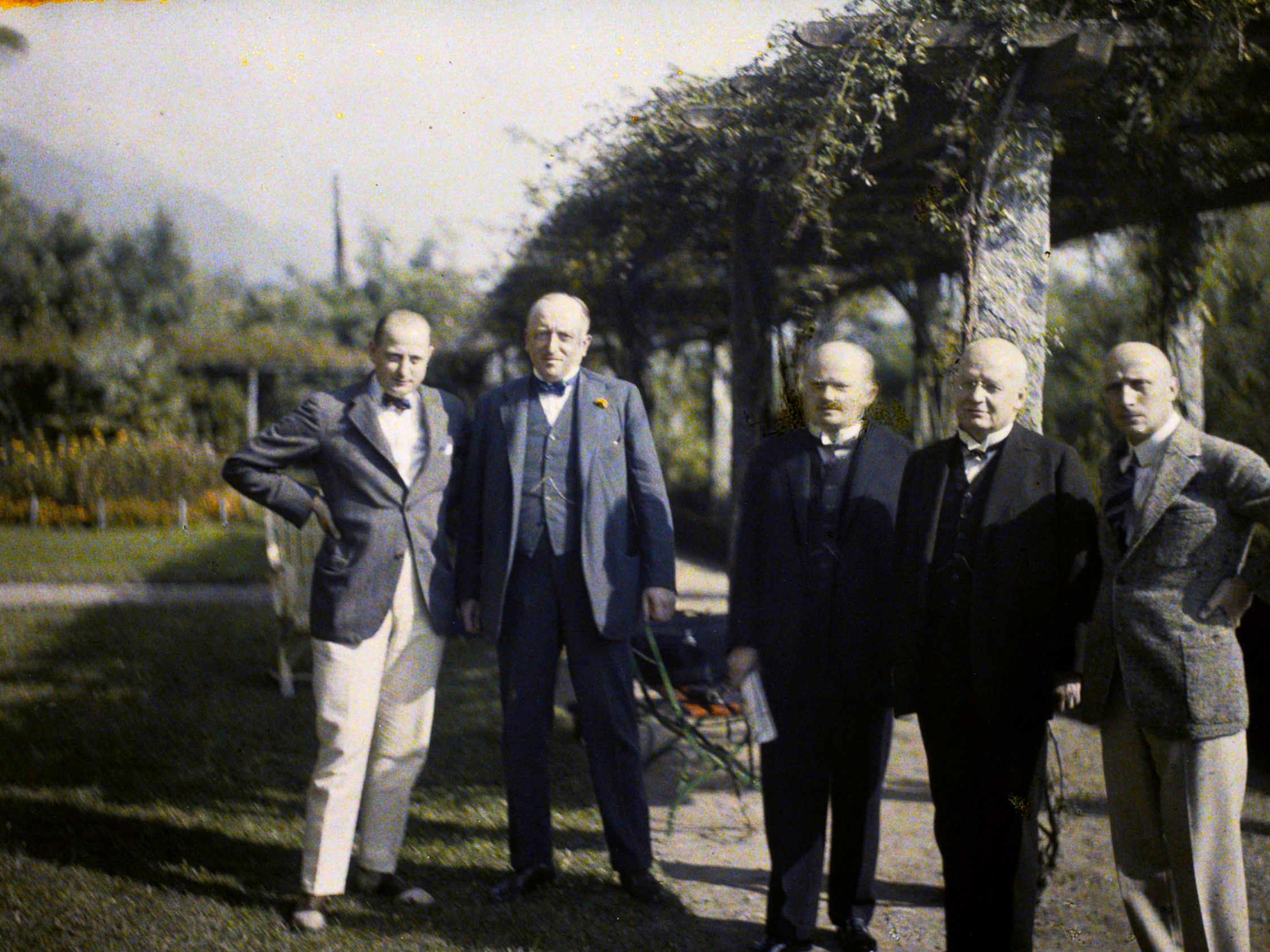
Die deutsche Delegation in Locarno, Stresemann in der Mitte. Autochrom von Roger Dumas, 1925.

Zentral für die Überwindung der Konfrontation zwischen Deutschland und den Siegermächten war der Dawes-Plan, der die Verfahrensweise der Reparationszahlungen neu regelte. Zwar musste Deutschland unter anderem die internationale Kontrolle von Reichsbank und Reichsbahn zugestehen, allerdings sagte Frankreich den Abzug seiner Truppen aus dem Rheinland innerhalb eines Jahres zu. Außerdem hatte es auf sein Sanktionsrecht zu verzichten. Weiterhin bekam Deutschland eine internationale Anleihe von 800 Millionen Mark, die weiteres internationales Kapital anzog und so zum wirtschaftlichen Aufschwung beitrug. Der Plan wurde auf der Londoner Konferenz vom August 1924 unter Beteiligung Stresemanns angenommen. In Deutschland war der Plan allerdings umstritten. Erst nach langen Verhandlungen wurde er vom Reichstag angenommen.

#### Konferenz von Locarno

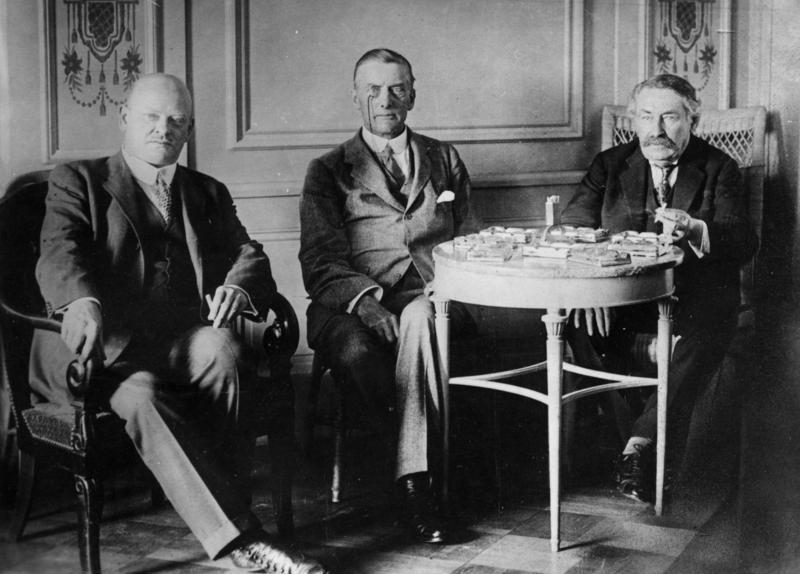
Konferenz von Locarno 1925: Gustav Stresemann mit Austen Chamberlain (Mitte) und Aristide Briand (rechts)

Im Februar 1925 richtete Stresemann ein Memorandum an Frankreich, das einen Sicherheitspakt zwischen England, Frankreich, Deutschland und Italien mit den USA als Garantiemacht vorsah. Briand ging sofort darauf ein. Auch international stieß der Vorstoß auf Unterstützung. Dies führte schließlich zur Konferenz von Locarno. Das Vertragswerk von Locarno vom Oktober 1925 war ein großer Erfolg auch für die Politik Stresemanns. Um die letzten Hürden wegzuräumen, hatte Stresemann ein Motorschiff für die letzten Verhandlungen chartern lassen und den Kapitän angewiesen, so lange auf dem Lago Maggiore zu kreuzen, bis alle von der deutschen Delegation gewünschten Fragen behandelt worden waren. Der Vertrag änderte die Nachkriegsordnung stark. Festgeschrieben wurden die deutschen, französischen und belgischen Grenzen und ein gegenseitiger Gewaltverzicht sowie eine Entmilitarisierung des Rheinlandes. Dafür traten Großbritannien und Italien als Garantiemächte auf. Ebenso vorgesehen war der Beitritt Deutschlands zum Völkerbund sowie ein ständiger Sitz im Völkerbundsrat. Nicht gelungen war eine Grenzregelung gegenüber Polen. Frankreich schloss mit Polen und der Tschechoslowakei Beistandsbündnisse zum Schutz vor einem etwaigen deutschen Angriff ab.
Stresemann selbst sah den Erfolg der Konferenz später eher skeptisch. Kurz vor seinem Tod äußerte er:

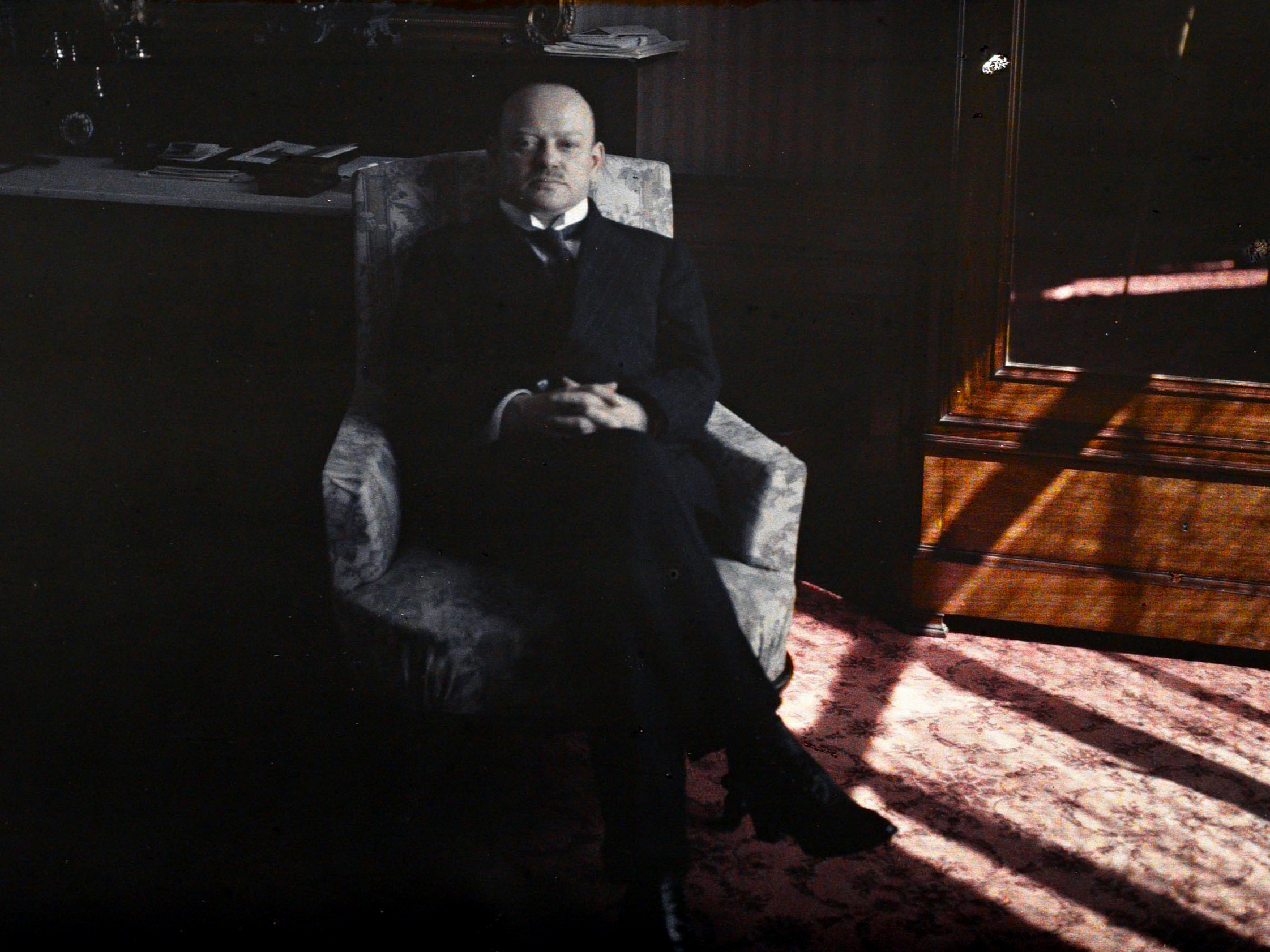
Stresemann in Den Haag, August 1929. Autochrom von Stéphane Passet.

„Wenn ihr mir nur ein einziges Zugeständnis gemacht hättet, würde ich mein Volk überzeugt haben [...] Ich könnte es heute noch. Aber ihr habt nichts gegeben, und die winzigen Zugeständnisse, die ihr gemacht habt, sind immer zu spät gekommen [...] Die Zukunft liegt in den Händen der jungen Generation. Und die Jugend Deutschlands, die wir für den Frieden und für das neue Europa hätten gewinnen können, haben wir beide verloren. Das ist meine Tragik und eure Schuld.“

#### Aufnahme in den Völkerbund
Die Aufnahme in den Völkerbund an sich schien problemlos. Die Übernahme eines Sitzes im Völkerbundsrat erwies sich allerdings als schwierig, weil keines der bisherigen Mitglieder verzichten wollte und Frankreich auch Polen einen Sitz versprochen hatte. In der deutschen Delegation machten sich Nervosität und Unruhe breit. Der mit angereiste Reichskanzler Hans Luther wollte unter Protest abreisen, während Stresemann gelassen blieb. Letztlich musste die Delegation ohne den erstrebten Sitz im Völkerbundsrat abreisen, nachdem Brasilien für sich einen Sitz im Rat durchgesetzt hatte. Stresemann überstand eine heftig geführte Debatte im Reichstag und bekam mit 262 zu 139 einen erheblichen Vertrauensvorschuss für weitere Verhandlungen.

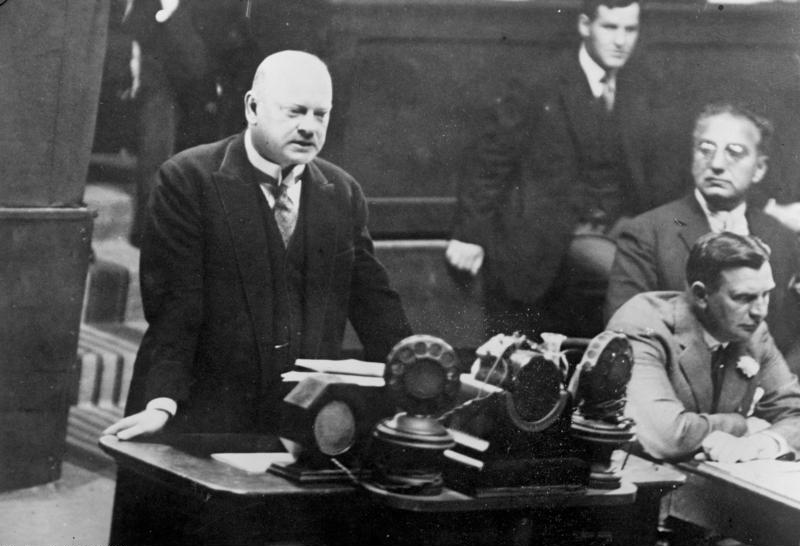
Stresemann vor der Vollversammlung des Völkerbunds, 1926

Im April 1926 schloss Stresemann mit der Sowjetunion einen Freundschaftsvertrag ab, der das Abkommen von Rapallo ergänzte. Der Reichstag, von den Kommunisten bis zu den Deutschnationalen, stimmte dem begeistert zu. Stresemann verfolgte damit aber auch die Absicht, mögliche Widerstände gegen einen Völkerbundbeitritt vonseiten der UdSSR aus dem Weg zu räumen.
Bei der Herbsttagung des Völkerbundes wurde beschlossen, die Zahl der Sitze im Völkerbundsrat zu erhöhen. Damit war der Konfliktpunkt vom Frühjahr entfallen, und Stresemann reiste nach Genf, um seine erste Rede vor dem Völkerbund zu halten. Er bekannte dort am 10. September 1926: „Nur auf der Grundlage einer Gemeinschaft, die alle Staaten ohne Unterschied in voller Gleichberechtigung umspannt, können Hilfsbereitschaft und Gerechtigkeit die wahren Leitsterne des Menschenschicksals werden.“ Briand bezeichnete den Tag als Tag des Friedens zwischen Deutschland und Frankreich und als Ende der blutigen und schmerzreichen Zusammenstöße der Vergangenheit. Stresemann hatte auf der Konferenz in Genf erreicht, dass acht Jahre nach Ende des Ersten Weltkrieges das einst verhasste Deutschland wieder vollwertiges Mitglied der Staatengemeinschaft wurde.
Im Anschluss an die Tagung trafen sich Stresemann und Briand in Thoiry. Bei gutem Essen und Wein kamen sich beide persönlich näher. Bei dem Treffen kam es zu weitergehenden Absprachen. Darunter war das Angebot, die Rheinlandbesetzung zu beenden, das Saargebiet an Deutschland zurückzugeben und die alliierte Militärkontrolle aufzuheben. Im Gegenzug sollte Deutschland Frankreich wirtschaftlich entgegenkommen. Verwirklicht werden konnten diese Ziele bis zum Tod Stresemanns nicht, zumal bilaterale Abkommen im Auswärtigen Amt kritisch gesehen wurden. Wichtiger erschienen Absprachen mit allen Siegermächten.
Für seine Versöhnungsarbeit erhielt er zusammen mit seinem französischen Kollegen Aristide Briand 1926 den Friedensnobelpreis. In Deutschland wurde ihm jedoch eine entsprechende Anerkennung für seine Außenpolitik versagt; er wurde für seine Verständigungspolitik als „Erfüllungspolitiker“ beschimpft. Stresemann setzte sich für Verständigung und eine Einbindung Deutschlands in die internationale Gemeinschaft ein. Das machte ihn zum Todesfeind der Nationalsozialisten.
1928 hatte Stresemann wichtigen Anteil am Zustandekommen des Briand-Kellogg-Pakts, welches er zwischen den USA und Frankreich vermittelte.

### Krankheit und Tod

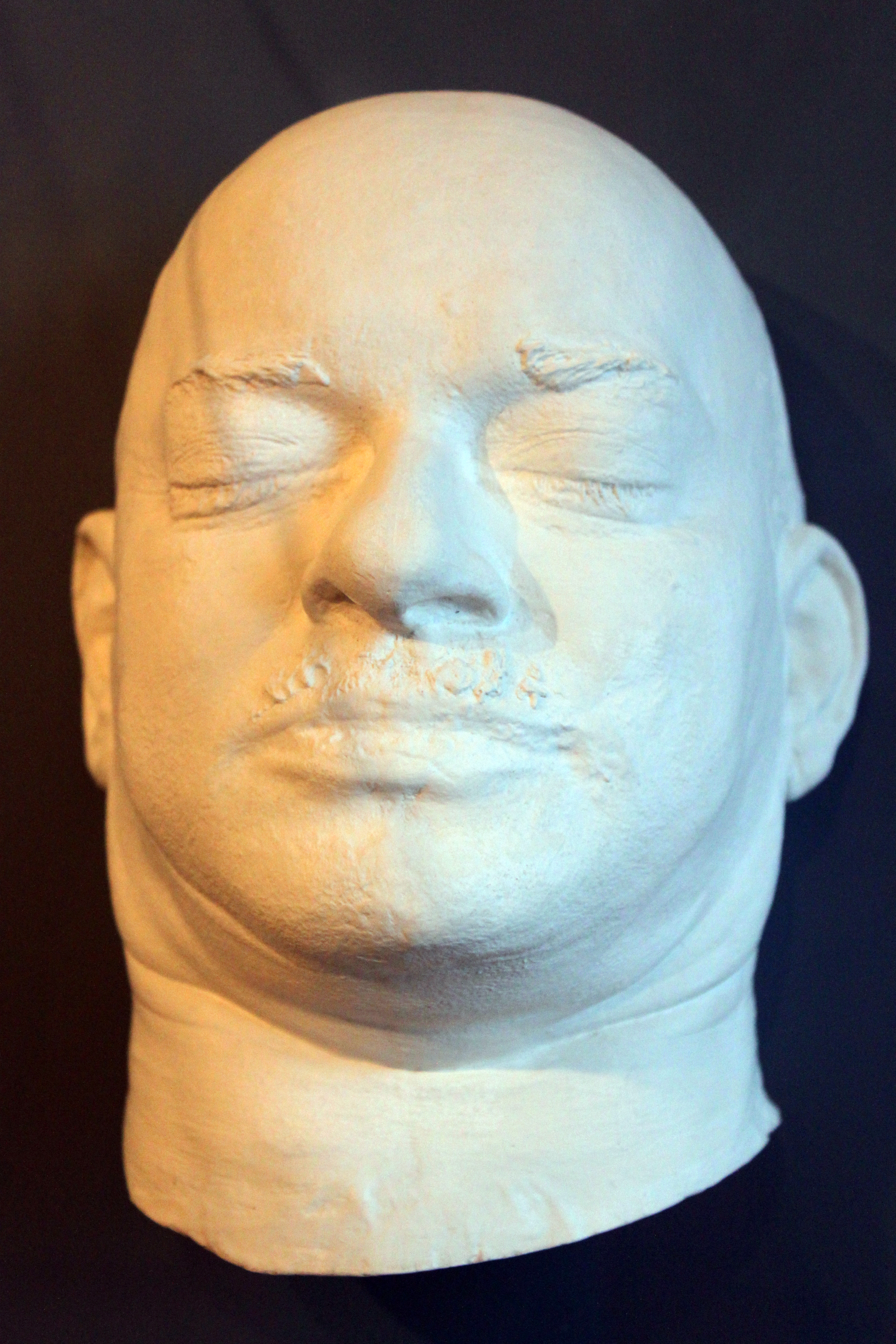
Totenmaske Gustav Stresemanns, angefertigt von Hugo Lederer

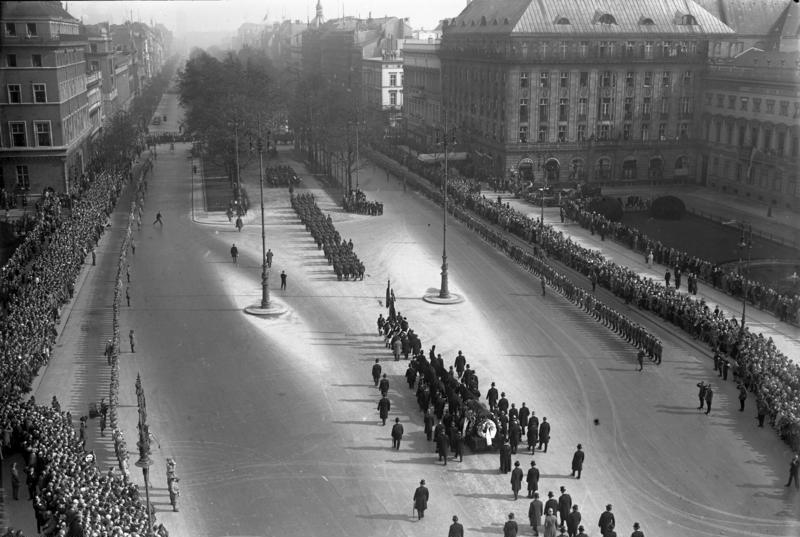
Trauerzug für Gustav Stresemann Unter den Linden

Stresemann verfügte schon in seiner Jugend über keine gute gesundheitliche Konstitution. Im Juni 1919 erlitt er einen ersten Herzinfarkt. Darüber hinaus litt er unter einer chronischen Stoffwechselkrankheit. Sie hatte Nieren und Herz nachhaltig geschädigt und wurde als eigentliche Todesursache diagnostiziert. Wahrscheinlich handelte es sich bei Stresemanns Erkrankung um eine besonders schwere Form der Basedowschen Krankheit. Die hektische Betriebsamkeit Stresemanns hatte auch pathologische Ursachen. Immer wieder musste er in den folgenden Jahren seine Tätigkeit als Folge seiner Krankheit zu Genesungszwecken oder zu Kuraufenthalten unterbrechen.
Seit 1928 war Gustav Stresemann aufgrund der hektischen Regierungsgeschäfte gesundheitlich stark angeschlagen. Bereits im August 1928 erlitt er einen ersten, kleinen Schlaganfall. Auch wenn Stresemanns Lese- und Schreibfähigkeit dadurch merklich beeinträchtigt wurde, nahm er sich keine Auszeit.
Seine letzte große Amtshandlung war die Aushandlung des Young-Plans. Die politische Rechte in Deutschland forderte daraufhin in einem Volksbegehren die Bestrafung der Unterzeichner des Planes durch Zuchthaus wegen Landesverrats. Wolfgang Stresemann, sein erster Sohn, erinnert sich an die Reaktion seines Vaters folgendermaßen: „Und das hat meinen Vater so unerhört erregt und hat auch seine letzten Tage seines Lebens vergällt in einer Weise, die schwer zu beschreiben ist.“ Vermutlich trugen jene starken Gefühlsregungen Stresemanns auch zur Entstehung seiner zwei finalen Schlaganfälle und seines finalen Herzinfarkts bei. Den vorletzten Hirnschlag erlitt er am 2. Oktober 1929 gegen 22:00 Uhr und den letzten am 3. Oktober 1929 kurz nach 5:00 Uhr morgens. Kurz darauf erlitt er einen Herzinfarkt und starb.
Das Reichskabinett Müller II beschloss, ihn mit einem Staatsbegräbnis zu ehren. Der Trauerzug fand am 6. Oktober 1929 statt, Hunderttausende gaben Stresemann das letzte Geleit. Seit 1888, nach dem Tod Wilhelms I. hatte es in Berlin keine so große Veranstaltung dieser Art mehr gegeben. Im Reichstag fand in Anwesenheit des Reichspräsidenten Paul von Hindenburg und der Reichsregierung die Trauerfeier statt. Von dort aus zog der Trauerzug durch das Brandenburger Tor über die Wilhelmstraße zum Luisenstädtischen Friedhof. Die vom Bildhauer Hugo Lederer gestaltete große Grabstelle in der Abteilung G2 des Friedhofs wird als Ehrengrab des Landes Berlin bis heute gepflegt.
Mit Stresemann verlor die Weimarer Republik ihren sowohl für die Innen- als auch für die Außenpolitik bedeutendsten Staatsmann. Sein Biograf Eberhard Kolb nennt ihn die „zu seinen Lebzeiten […] weltweit bekannteste und geachtetste deutsche Politikerpersönlichkeit“. Harry Graf Kessler, der Stresemann mitunter zu politischen Gesprächen getroffen hatte und bei dessen Tod in Paris weilte, beschrieb in seinem Tagebuch die Pressereaktionen: „Alle Pariser Morgenzeitungen bringen die Nachricht vom Tode Stresemanns in größter Aufmachung. Es ist fast so, als ob der größte französische Staatsmann gestorben wäre. Die Trauer ist allgemein und echt. Man empfindet, daß es doch schon ein europäisches Vaterland gibt. Die Franzosen empfinden Stresemann wie eine Art von europäischem Bismarck.“
Stresemanns Tod und der Beginn der Weltwirtschaftskrise markierten im Oktober 1929 den Anfang vom Ende der Weimarer Republik. Am 27. März 1930 trat die Regierung der Großen Koalition aus SPD, DDP, DVP und Zentrum zurück. Es begann die Ära der Präsidialkabinette, die in die Kanzlerschaft Adolf Hitlers mündete. Die Familie Stresemann musste in der Zeit des Nationalsozialismus Deutschland verlassen.

## Ehrungen

### Auszeichnungen

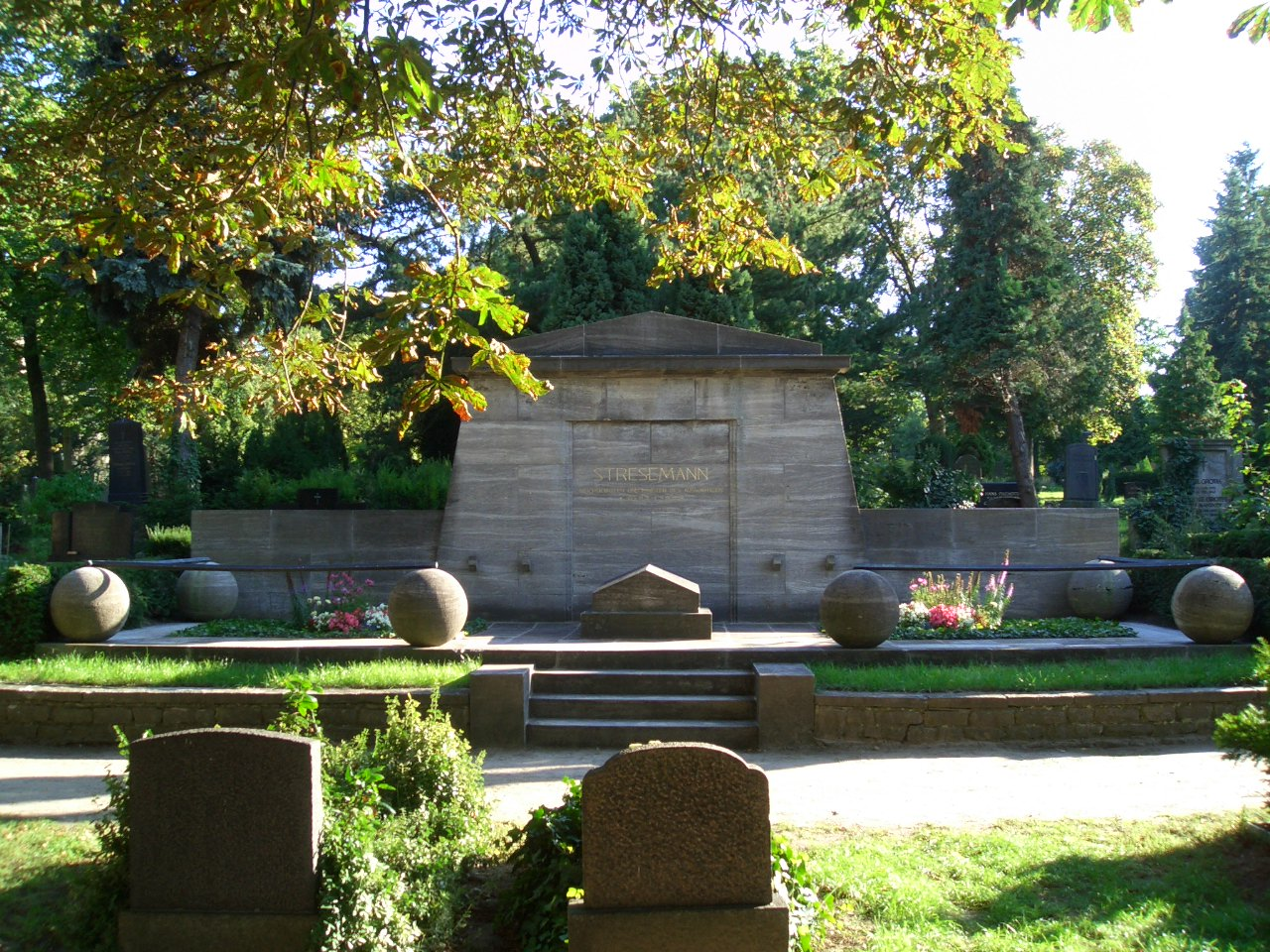
Monumentalgrab auf dem Luisenstädtischen Friedhof

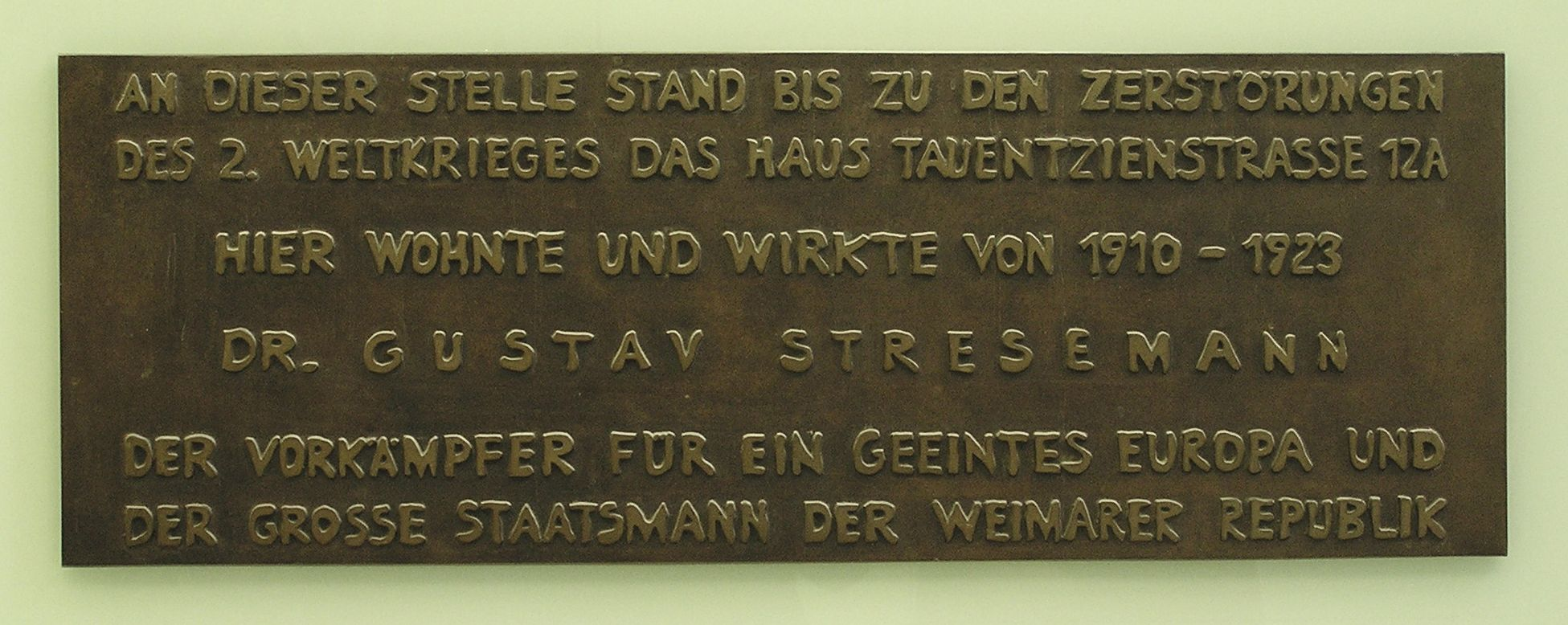
Gedenktafel für Stresemann im Eingangsbereich des Europa-Centers an der Tauentzienstraße

1926 erhielt Stresemann, zusammen mit dem französischen Außenminister Aristide Briand, den Friedensnobelpreis. 1928 wurde ihm die Ehrendoktorwürde der Universität Heidelberg verliehen.

### Benennungen
In Berlin wurde die ehemalige Königgrätzer Straße in Kreuzberg in Stresemannstraße umbenannt. Auch in vielen anderen Städten sind Straßen nach ihm benannt, außerdem die Stresemannufer in Bonn und Mainz sowie die Stresemannplätze in Dresden, Nürnberg, Osnabrück, Recklinghausen und Düsseldorf.
Seit 1959 existiert unter dem Namen Gustav-Stresemann-Institut e. V. eine europäische Tagungs- und Bildungsstätte in Bonn, die in den folgenden Jahren Tagungsstätten in Bergisch Gladbach (Haus Lerbach), in Bad Bevensen-Medingen und Schloss Neuburg am Inn bei Passau begründete. In Mainz, Wiesbaden, Bad Wildungen, Kaiserslautern, Fellbach und anderen Städten sind Schulen nach Stresemann benannt.
Der Stresemann, ein eleganter und bequemer Anzug für vormittägliche gesellschaftliche Termine, ist nach Gustav Stresemann benannt. In den 1950er-Jahren führte die Pelikan AG aus Hannover einen Füllfederhalter ein, der auch als Stresemann bezeichnet wird. Er hat einen Schaft mit einer grün-transparenten Binde, welche dem Streifenmuster des Stresemann-Anzugs ähnelt (Souverän-400er-Serie).
2019 untersagte das Landgericht Berlin der AfD auf Klage der Enkel von Gustav Stresemann, seinen Namen für eine parteinahe Stiftung zu nutzen.

### Denkmäler
Die 1931 in Mainz eingeweihte Stresemann-Gedenkstätte wurde 1935 von nationalsozialistischen Bilderstürmern zerstört. Erst 1960 wurde ein neues Ehrenmal eingeweiht. Ein weiteres Stresemann-Denkmal gab es im Park von Schloss Freienfels.

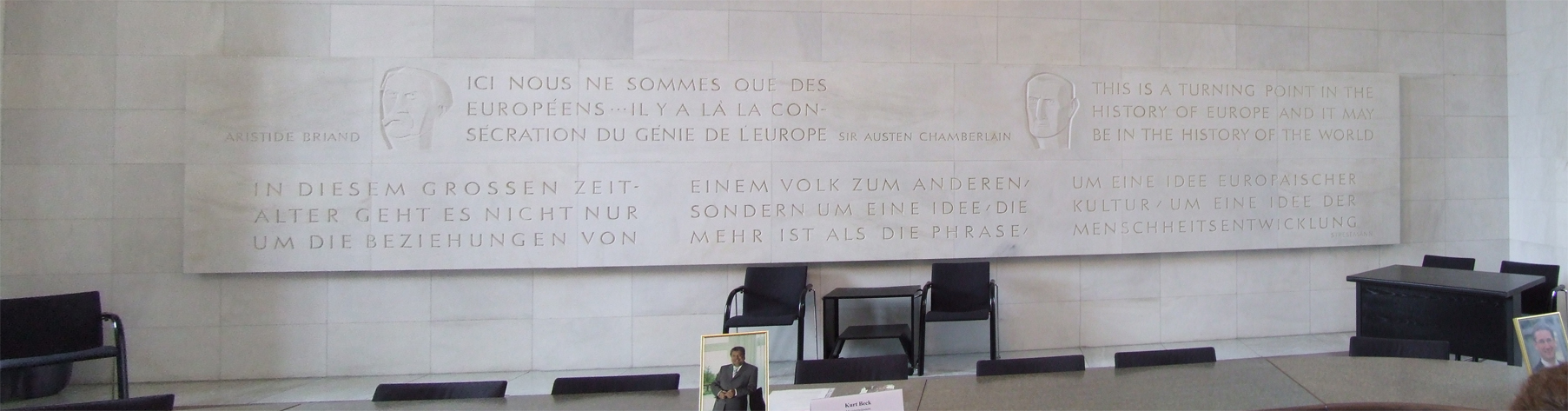
In diesem großen Zeitalter geht es nicht nur um die Beziehungen von einem Volk zum anderen, sondern um eine Idee, die mehr ist als die Phrase, um eine Idee europäischer Kultur, um eine Idee der Menschheitsentwicklung.

„In diesem großen Zeitalter geht es nicht nur um die Beziehungen von einem Volk zum anderen, sondern um eine Idee, die mehr ist als die Phrase, um eine Idee europäischer Kultur, um eine Idee der Menschheitsentwicklung.“